# Ponto de murcha permanente

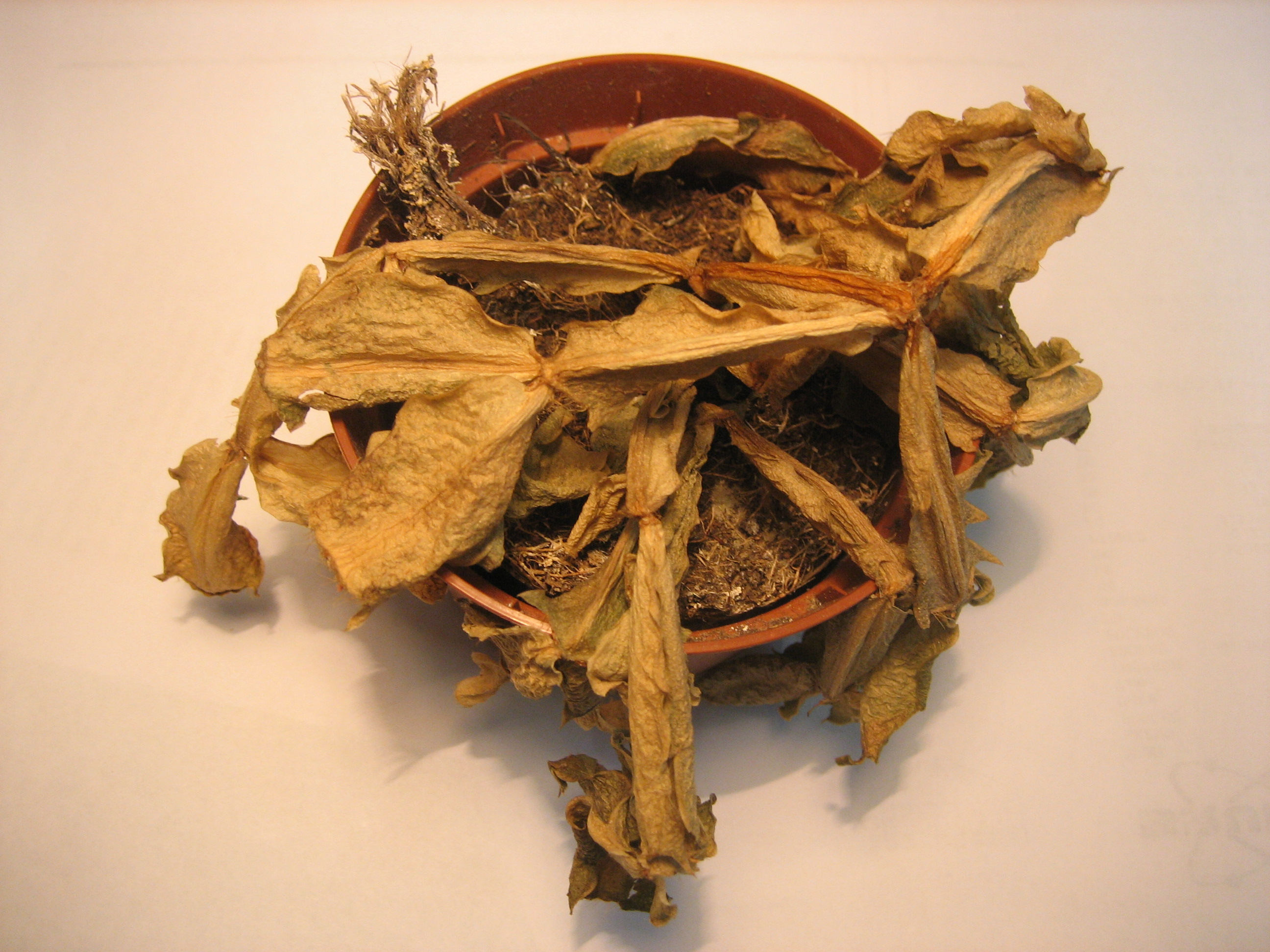
Espécime após PMP

O ponto de murcha permanente (PMP) ou coeficiente ou ponto de emurchecimento ou emurchimento (português europeu) é definido como o conteúdo de água de um solo no qual as folhas de uma planta que nele crescem atingem, pela primeira vez, um murchamento irreversível, mesmo quando colocada em atmosfera saturada com vapor de água. Sua determinação é complicada, mas considera-se, normalmente, que o conteúdo de água no PMP corresponde ao potencial matricial de -1500kPa ou -15atm.